# Süttő
Süttő är en ort i Ungern.   Den ligger i provinsen Komárom-Esztergom, i den nordvästra delen av landet, 50 km nordväst om huvudstaden Budapest. Süttő ligger 116 meter över havet och antalet invånare är 1 998.
Terrängen runt Süttő är platt norrut, men söderut är den kuperad. Runt Süttő är det ganska tätbefolkat, med 56 invånare per kvadratkilometer. Närmaste större samhälle är Tatabánya, 19,7 km söder om Süttő. Trakten runt Süttő består till största delen av jordbruksmark.